# 하이브리드 전기버스

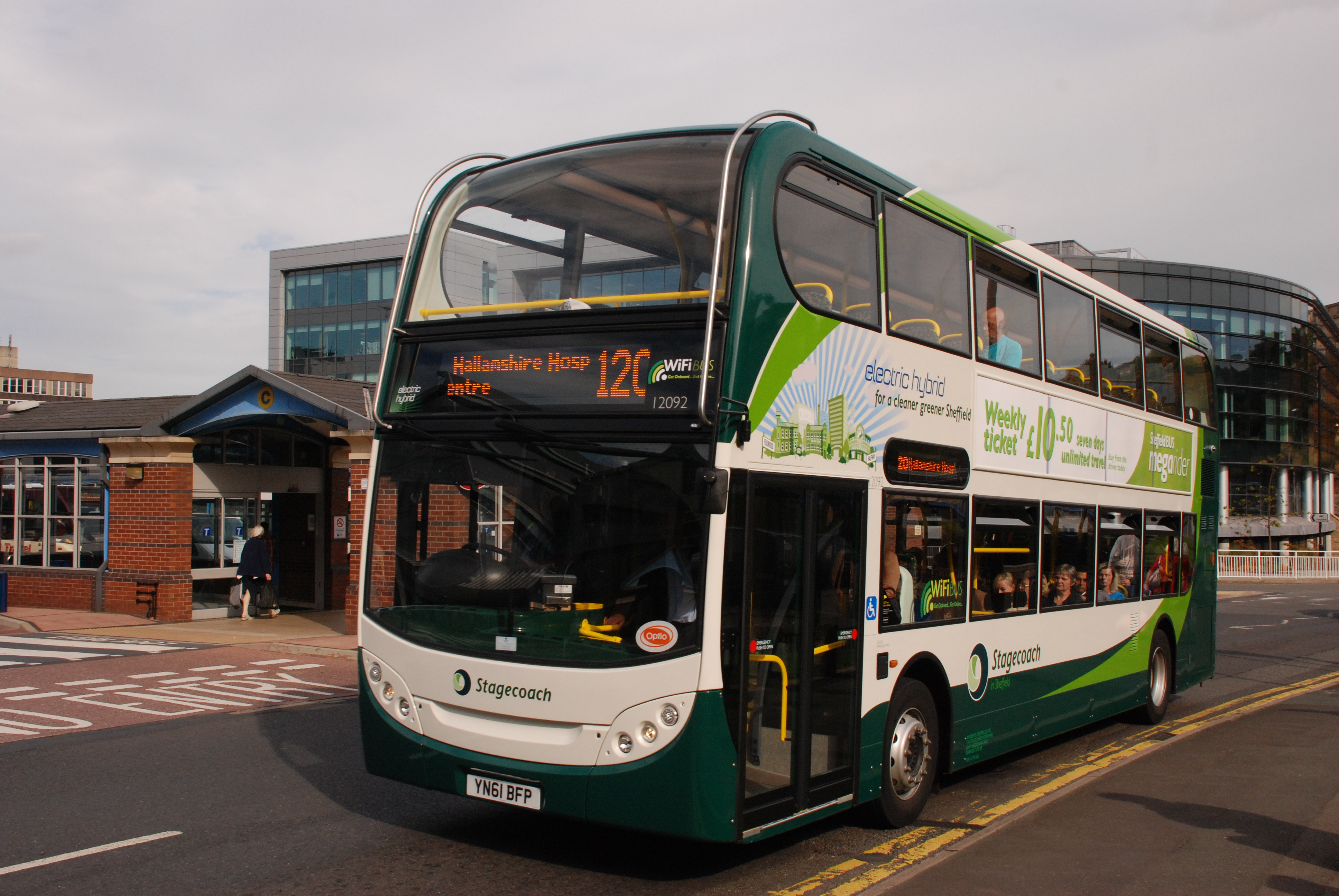
스테이지코치 셰필드 알렉산더 데니스 엔비로400H의 2011년 모습으로, 하이브리드 추진 시스템을 보여주는 도색이 되어 있다.

하이브리드 전기버스는 기존의 내연기관 추진 시스템과 전기 추진 시스템을 결합한 버스이다. 이러한 유형의 버스는 일반적으로 디젤 전기동차를 사용하며 하이브리드 디젤 전기버스라고도 불린다.
하이브리드 전기차와 기타 녹색차량을 대중교통 목적으로 도입하는 것은 지속 가능한 교통 계획의 일부를 형성한다.

## 구동계

### 하이브리드 차량 구동계의 종류
하이브리드 전기버스는 병렬 구동계(볼보 B5LH 등) 또는 직렬 구동계(알렉산더 데니스 엔비로400 MMC의 일부 버전 등)를 가질 수 있다. 2003년부터 앨리슨 트랜스미션은 북미의 대중교통 버스용으로 기존 변속기를 대체하는 듀얼 모드 하이브리드 구동 장치를 생산해 왔다. 이름에서 알 수 있듯이, 이 장치는 직렬 및 병렬 모드 사이를 전환할 수 있다.

### 플러그인 하이브리드
플러그인 하이브리드 통학 버스 프로젝트는 2003년 노스캐롤라이나주 롤리에서 시작되었는데, 어드밴스드 에너지(Advanced Energy)가 전국의 학군과 제조업체 간 협력을 통해 양측의 요구 사항을 파악하기 시작했다. 이 노력은 기술적 및 사업적 타당성을 모두 입증했으며, 그 결과 2005년 NASEO로부터 최대 20대의 버스를 구매할 자금을 확보할 수 있었다. 어드밴스드 에너지의 제안요청서를 IC 버스가 수주했으며, 에노바(Enova)와 공동으로 기존 버스보다 14만 달러 비싼 22마일(약 35km) 주행 가능한 플러그인 하이브리드 제품을 생산했다. 이 버스들은 특정 조건에서만 연료 사용량이 70% 감소하는 등 시험에서 좋은 성능을 보였다.
미국 에너지부 (USDOE)는 플러그인 하이브리드 전기(PHEV) 통학 버스 개발, 시험 및 배치를 위해 최대 1,000만 달러의 비용 분담 지원금 수령자로 나비스타 인터내셔널을 선정했다고 발표했다. 이 프로젝트는 전국 통학 버스 차량에 3년간 60대의 차량을 배치하는 것을 목표로 한다. 이 차량은 전기 전용 또는 하이브리드 모드로 운행할 수 있으며, 표준 전기 콘센트에서 충전할 수 있다. 전기가 주요 연료이기 때문에 표준 차량보다 석유를 덜 소비한다. PHEV 통학 버스 개발을 위해 나비스타는 다양한 하이브리드 아키텍처를 검토하고 첨단 에너지 저장 장치를 평가하여 40-마일 (64 km)의 전기 주행 가능 거리를 가진 차량을 개발하는 것을 목표로 한다. 40-마일 (64 km) 범위를 넘어서는 주행은 재생 가능한 연료로 운행할 수 있는 친환경 디젤 엔진을 통해 가능하게 될 것이다. 에너지부 자금은 프로젝트 비용의 절반까지 충당하며, 연간 세입에 따라 3년간 제공될 것이다.

### 트라이브리드 버스
- 트라이브리드 버스는 웨일스의 글러모건 대학교에서 개발되었다. 이 버스는 수소 연료 또는 태양 전지, 배터리, 울트라커패시터로 구동된다.[13]

## 대기 오염 및 온실 가스 배출
퍼듀 대학교에서 작성한 보고서에 따르면, 더 많은 디젤-전기 하이브리드 버스와 20% 바이오디젤(BD20)을 함유한 연료를 도입하면 온실 기체 배출과 석유 소비를 더욱 줄일 수 있다고 한다.

## 제조업체
현재 디젤-전기 하이브리드 버스 제조업체는 알렉산더 데니스, 아주어 다이내믹스 코퍼레이션, 이버스, 일레트라 (브라질), 뉴 플라이어 인더스트리, 타타 (인도), 길리그, 모터 코치 인더스트리, 노바버스, 오리온 버스 인더스트리, 다임러 AG의 미쓰비시 후소, MAN, 디자인라인, BAE 시스템스, 볼보버스, VDL 버스 & 코치, 라이트버스, 카스트로수아, 타타 이스파노 등이 있다.
도요타는 1997년 코스터 하이브리드 버스로 일본 시장에 진출했다고 주장한다. 1999년부터 가스 터빈 발전기가 장착된 하이브리드 전기버스가 미국과 뉴질랜드의 여러 제조업체에서 개발되었으며, 가장 성공적인 디자인은 뉴질랜드의 디자인라인에서 만든 버스이다. 첫 번째 모델은 1999년부터 크라이스트처치에서 상업 운행을 시작했으며, 이후 모델은 오클랜드 (뉴질랜드), 홍콩, 뉴캐슬어폰타인, 도쿄도에서 일일 운행용으로 판매되었다. 휘스퍼링 휠 버스(Whispering Wheel bus)는 인휠 모터를 사용하는 또 다른 HEV이다. 이 버스는 2003년에서 2004년 겨울에 네덜란드 아펠도른에서 시험 운행되었다.
일본에서는 미쓰비시 후소가 2002년에 리튬 배터리를 사용하는 디젤 엔진 하이브리드 버스를 개발했으며, 이 모델은 이후 여러 일본 도시에서 제한적으로 운행되었다. 도요타의 계열사인 히노는 2005년 1월에 블루 리본 시티 하이브리드 버스(Blue Ribbon City Hybrid bus)를 선보였다.
북미 시내버스 시장에서는 뉴 플라이어 인더스트리, 길리그, 노바버스가 BAE 시스템스(직렬 하이브리드, 초기 브랜드명 HybriDrive, 현재 Series-E) 또는 앨리슨 트랜스미션(병렬/직렬 하이브리드, 브랜드명 Hybrid EP 또는 H 40/50 EP)의 부품을 사용하여 하이브리드 전기버스를 생산한다. 2003년 5월, 제너럴 모터스는 앨리슨과 공동 개발한 하이브리드 전기버스를 순회 전시하기 시작했다. 제너럴 일렉트릭은 2005년에 하이브리드 전기 변속기를 시장에 출시했다. 수백 대의 버스가 미국에서 일일 운행에 투입되었다. 2006년, 이전에 RTS 하이브리드 모델을 단종시키기 전 판매했던 노바버스는 LFS 시리즈에 디젤-전기 하이브리드 옵션을 추가했다.
영국에서는 라이트버스가 런던의 "2층 버스"를 발전시킨 모델을 선보였다. 이 모델은 런던의 극심한 교통 밀도의 특징인 전통적인 빨간 버스를 새로운 방식으로 재해석한 것이다. 라이트 펄서 제미니 HEV 버스는 소형 디젤 엔진과 리튬 이온 배터리 팩을 통한 전기 저장을 사용한다. 전통적인 버스의 일반적인 7.0리터 엔진 대신 1.9리터 디젤 엔진을 사용하는 것은 극심한 교통 밀도 환경에서 직렬 하이브리드의 잠재적 이점을 보여준다. 런던 시험 주기를 기준으로 "유로-4" 규격 버스와 비교하여 CO2 배출량 31% 감소 및 40% 범위의 연료 절감이 입증되었다.

### 이전 하이브리드 버스 제조업체
- ISE 코퍼레이션 썬더볼트 (2010년 파산 신청)
- 아주어 다이내믹스 (2012년 파산 신청)

### 개조
하이브리드 전기차 기술(HEVT)은 신차 및 중고 차량을 애프터마켓 및 레트로핏 개조를 통해 내연 기관 버스와 기존 하이브리드 전기버스를 플러그인 버스로 개조한다.

## 하이브리드 전기버스 사용 대중교통 기관 목록
하이브리드 전기버스를 사용하는 대중교통 기관:

### 북아메리카

#### 미국

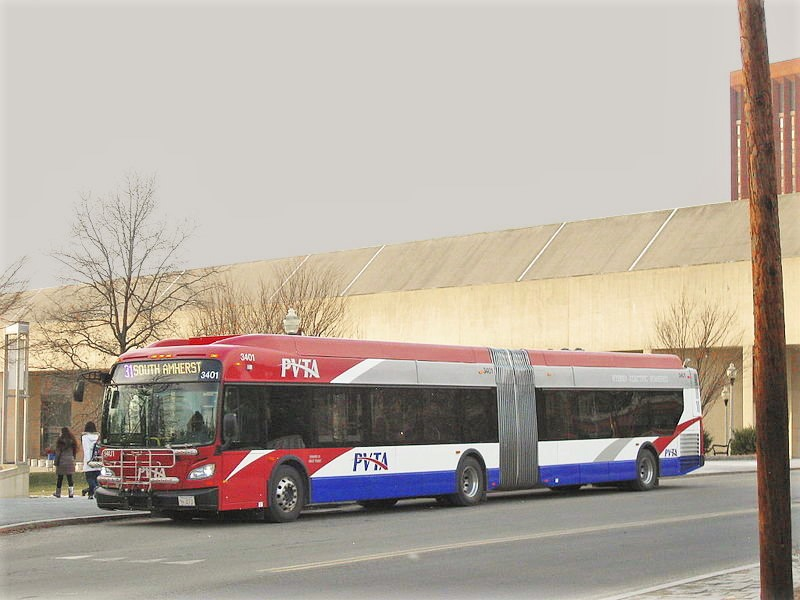
매사추세츠 대학교 애머스트 캠퍼스에서 학교가 운영하는 뉴 플라이어 인더스트리 하이브리드-전기 굴절버스

연방 자금은 일반적으로 연방 디젤 배출 감소법에서 나온다.
- ABQ 라이드 (앨버커키)

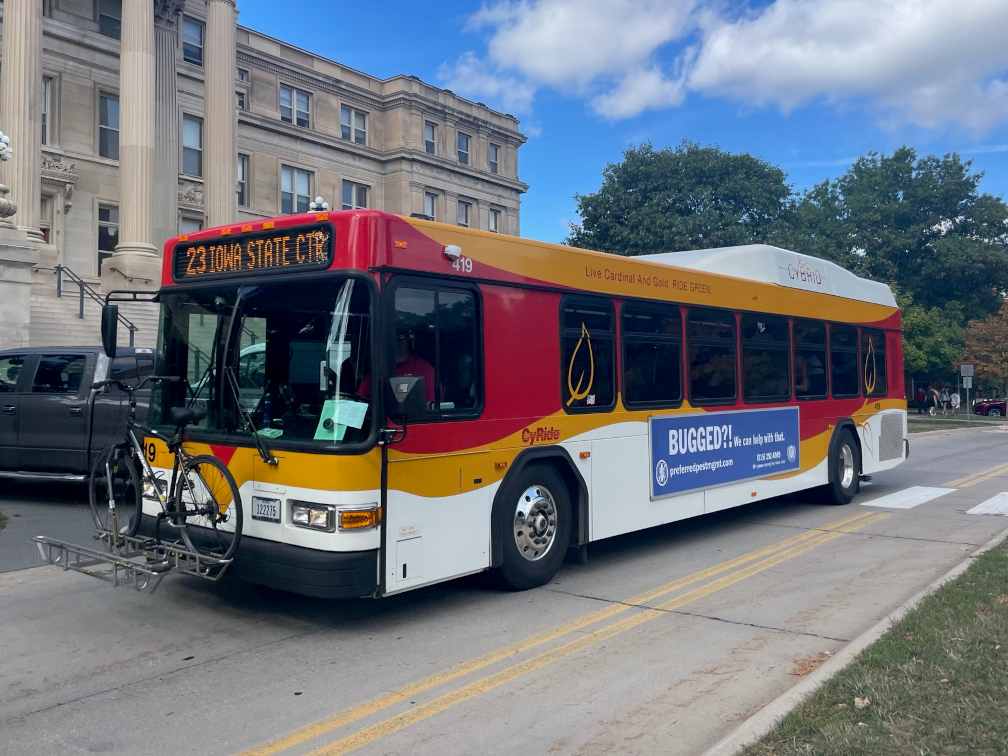
보이트 DIWAhybrid 변속기가 장착된 40피트 하이브리드-전기 길리그 버스로 사이라이드가 운행한다.

- 앤아버 교통국 (AAATA) (앤아버)
- 산후안 도시 버스 공사 (산후안 (푸에르토리코))
- 메릴랜드주 볼티모어
- 비라인 버스 시스템 (웨스트체스터군)
- 버크스 지역 리딩 교통국 (버크스군)
- 블루밍턴 교통국 (블루밍턴 (인디애나주))
- 브룸군 교통국 (브룸군)
- 브로워드군 교통국 (브로워드군)
- 수도권 교통공사 (랜싱)
- 캐피탈 디스트릭트 교통국 (올버니 (뉴욕주))
- 중부 뉴욕 지역 교통국 (시러큐스 (뉴욕주))
- 샬럿 지역 교통 시스템 (샬럿)
- 채텀 지역 교통국 (서배너)
- 시카고 교통국
- 시티버스 (텍사스주 루벅)
- 중앙 오하이오 교통국 (콜럼버스 (오하이오주))[22]
- 클라크스빌 교통 시스템 (CTS) (클라크스빌 (테네시주))
- 커뮤니티 트랜짓 (스노호미시군)[23]
- C-트랜 (밴쿠버 (워싱턴주))
- 사이라이드 (에임스 (아이오와주))
- 시티링크 (포트웨인)[24]
- 캐시 밸리 교통 구역 (로건 (유타주))
- DART 퍼스트 스테이트 (델라웨어주)
- 디모인 지역 교통국 (디모인)
- 더럼 지역 교통국 (더럼 (노스캐롤라이나주))
- 유레카 교통 서비스 (유레카 (캘리포니아주))
- 고롤리 (롤리 (노스캐롤라이나주))
- 그레이터 라피엣 공공 교통 공사 (라피엣 (인디애나주) 및 웨스트 라피엣 (인디애나주))
- 그레이터 린치버그 교통 회사 (린치버그 (버지니아주)[25])
- 그린빌 지역 교통국 (그린빌)
- 힐즈버러 지역 교통국 (힐즈버러군)
- 하워드 교통국, (하워드군)
- 인디고 (인디애나폴리스)
- 잭슨빌 교통국
- 카나와 밸리 지역 교통국
- 캔자스시티 지역 교통국
- 킹 카운티 메트로 교통국 (시애틀)
- 레인 교통 구역 (레인군)
- 롱비치 교통국 (롱비치)
- LA 메트로폴리탄 교통국 (로스앤젤레스)
- LANta (리하이 밸리, 펜실베이니아주)
- 매디슨 메트로 트랜짓 (위스콘신주)
- 매너티군 지역 교통국 (매너티군)
- 매사추세츠만 교통공사 (보스턴)
- MATA (멤피스 (테네시주))
- MATBUS – 메트로 지역 교통국 (파고 (노스다코타주) – 무어헤드 (미네소타주))
- 텍사스주 해리스군 도시 교통국 (휴스턴)
- 미니애폴리스-세인트폴 메트로 트랜짓
- MTA 메릴랜드 (볼티모어)
- 내슈빌 메트로폴리탄 교통국, 위고 대중교통으로 영업 중
- 뉴저지 트랜짓
- 뉴욕시티 트랜싯 오소리티
- 뉴올리언스 지역 교통국
- 나이아가라 프런티어 교통국 (버펄로 (뉴욕주))
- 북부 샌디에고군 교통 구역 (북부 샌디에고군)
- 오렌지군 (캘리포니아주) 교통국 (오렌지군)
- 파이오니어 밸리 교통국 (스프링필드)
- 앨러게니 카운티 항만청 (피츠버그)
- 남부 네바다 지역 교통 위원회/시민 지역 교통국 (라스베이거스)
- 로드아일랜드 대중교통국 (프로비던스) 1대의 가스 버스와 1대의 디젤 버스는 시험용으로만 사용되며; 디젤 버스는 개조되었고 가스 버스는 공장에서 하이브리드로 생산되었다.
- 로어링 포크 교통국 (애스펀)
- 샌디에고 도시 교통 시스템/샌디에고 교통국 (샌디에고)
- 샌프란시스코 MUNI (샌프란시스코)
- 샌호아킨 지역 교통 구역 (스톡턴 (캘리포니아주))
- 산타클래라 밸리 교통국 - VTA (샌타클래라군)
- 산타로자 시티버스 (샌타로자)
- 새러소타군 지역 교통국 (새러소타군)
- 사운드 트랜짓 (퓨젯 사운드 지역, 워싱턴주)
- SEPTA (필라델피아, 펜실베이니아주)
- 남서부 오하이오 교통국 (신시내티)[26]
- 스포캔 교통국 (스포캔)
- TCAT (이타카 (뉴욕주))
- 더버스 (호놀룰루)
- 더 래피드 인터어번 교통 파트너십 그랜드래피즈 *고정 노선 서비스에 사용되는 5대의 차량이 있다.
- 트라이메트 (포틀랜드): 두 대의 차량
- 미시간 대학교 주차 및 교통 서비스 (앤아버)[27]
- 유타 교통국 (솔트레이크시티, 유타주)
- 워싱턴 메트로폴리탄 지역 교통국

#### 캐나다
- 윈저 교통국 (윈저 (온타리오주))
- 에드먼턴 교통 시스템 (에드먼턴)

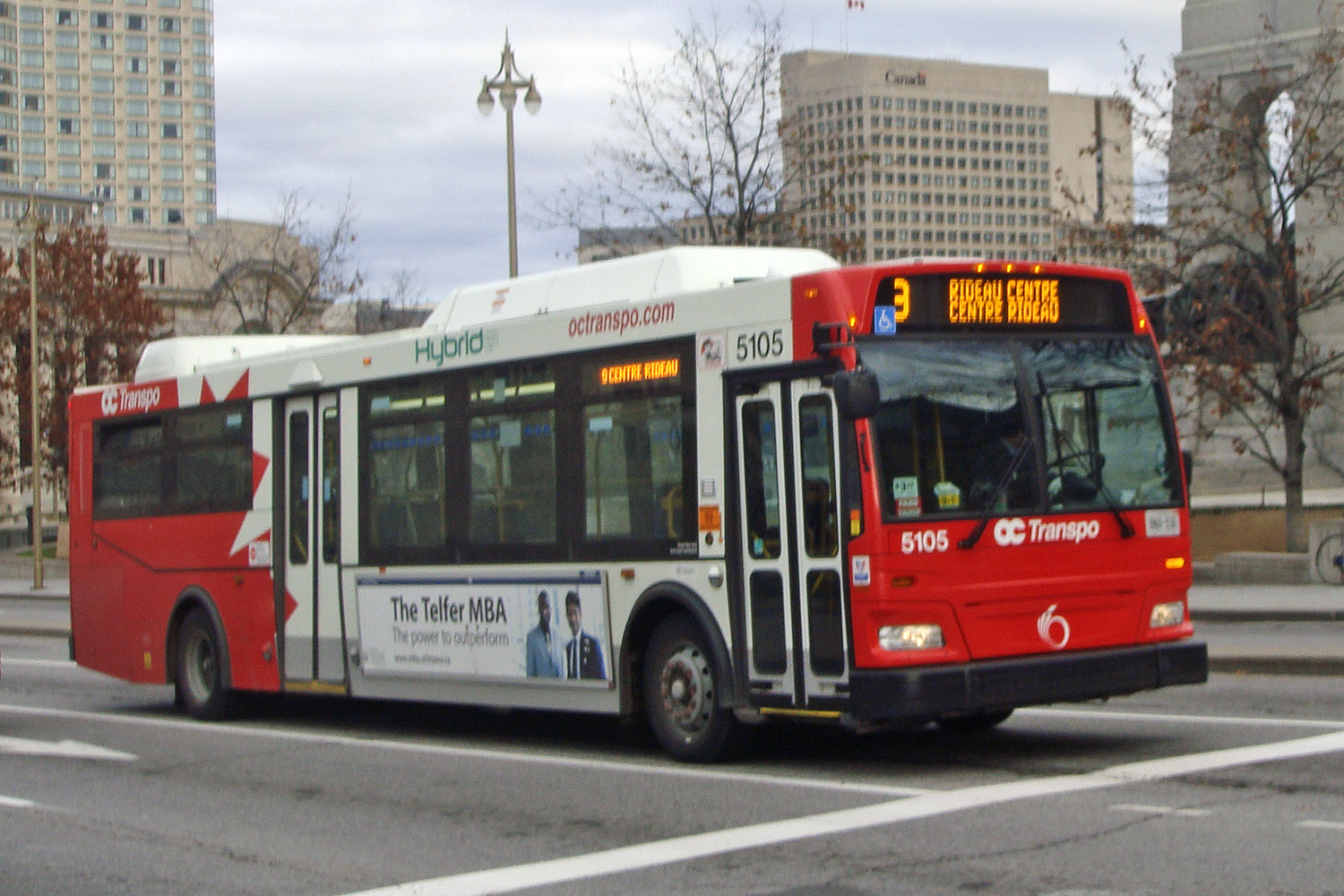
OC 트랜스포 하이브리드 버스, 오타와

- 해밀턴 스트리트 철도 (해밀턴 (온타리오주))
- OC 트랜스포 (오타와, 온타리오주)
- RTC (퀘벡)
- RTL (롱괴유)
- 서스캐처원주 새스커툰 교통국
- STL (라발)
- STL (레비스)
- STM (몬트리올)
- STO (가티노)
- STS (셔브룩)
- 세인트 캐서린스 교통 위원회 (세인트 캐서린스 (온타리오주))
- 토론토 교통국 버스 [2020년 기준 2137대의 일반 버스 중 673대가 하이브리드][28]
- 코스트 마운틴 버스 회사 (밴쿠버, 브리티시컬럼비아주)
- BC 트랜짓 (켈로나 및 빅토리아 (브리티시컬럼비아주)).[29]
- GRT (워털루 (온타리오주))[30] [현재 운행 중인 218대의 버스 중 6대가 하이브리드]
- 런던 교통 위원회 (런던 (온타리오주))
- 스트라스코나군 교통국 (스트라스코나군, 앨버타주)[31] [2014년 기준, 노바버스 LFS HEV 디젤-전기 하이브리드 버스 10대 운행 중]
- 핼리팩스 교통국, 핼리팩스 (노바스코샤주). 현재 하이브리드-전기 버스 2대 보유.
- 레드브리지 교통국, 레드브리지. 42대 버스 중 11대가 하이브리드.
- 마이웨이 (미시소가)
- 더럼 지역 교통
- 브램턴 교통/줌
- 나이아가라 지역 교통
- SSM (1 ex TTC 오리온 VII NG HEV)
- 벨빌 교통국 (벨빌 (온타리오주)). 18대 버스 중 1대가 하이브리드-전기 버스이다. 새로운 하이브리드 버스 3대가 주문되었다.[32]

### 아시아

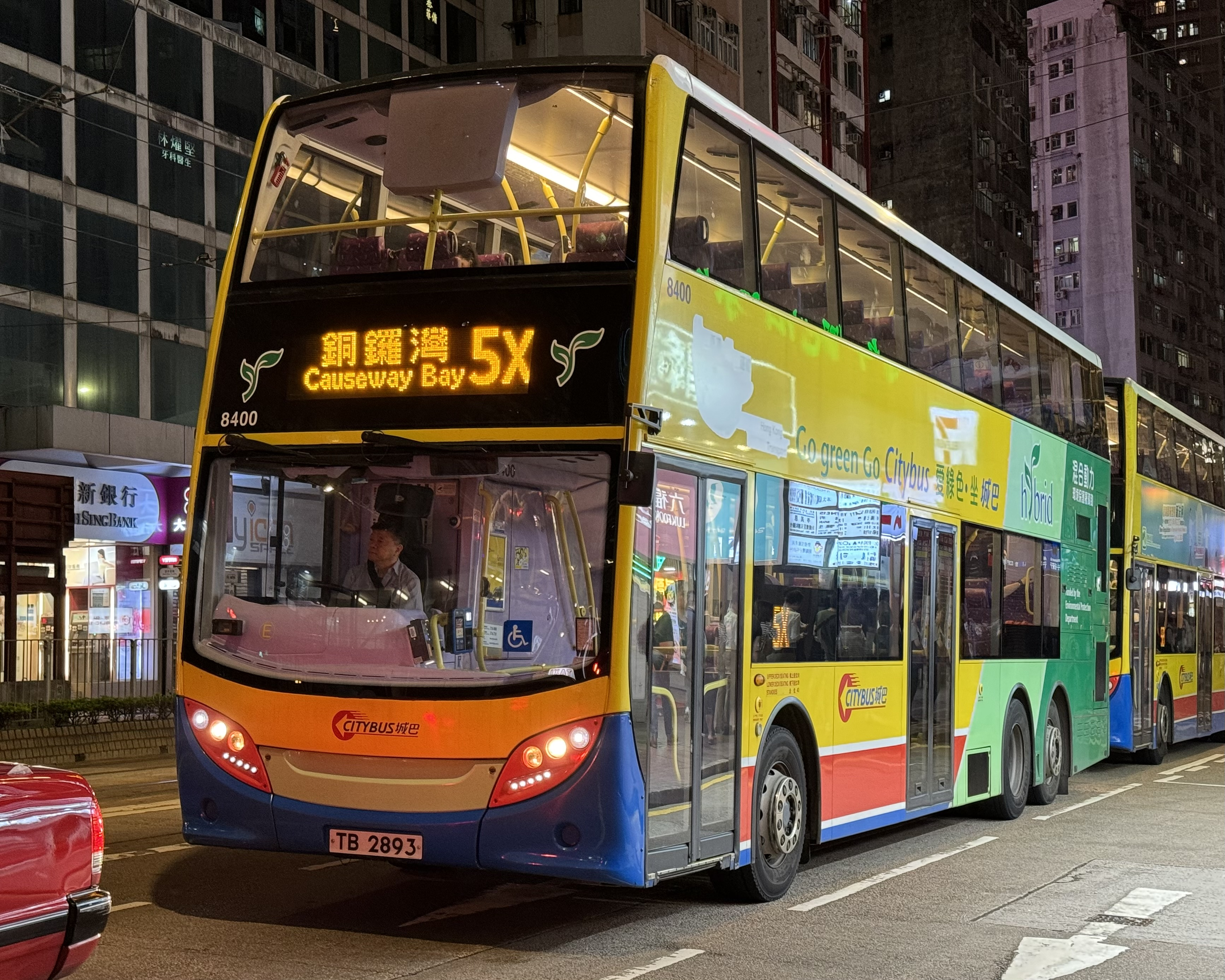
시티버스가 운행하는 알렉산더 데니스 엔비로500H

#### 중국
- 베이징 공공교통
- 쿤밍 버스
- 선전 버스 그룹
- 선전 동부 버스
- 선전 서부 버스
- 지난 버스
- 정저우 버스 그룹

#### 홍콩
- 시티버스 (홍콩)
- 신세계제일버스
- 주룽 버스

#### 인도
- 델리 복합모듈 교통
- 뭄바이 BEST CNG-하이브리드

#### 이란
- 차량, 연료 및 환경 연구소 (VFERI)

#### 파키스탄
- 트랜스페샤와르
- 그린라인, 카라치

#### 일본

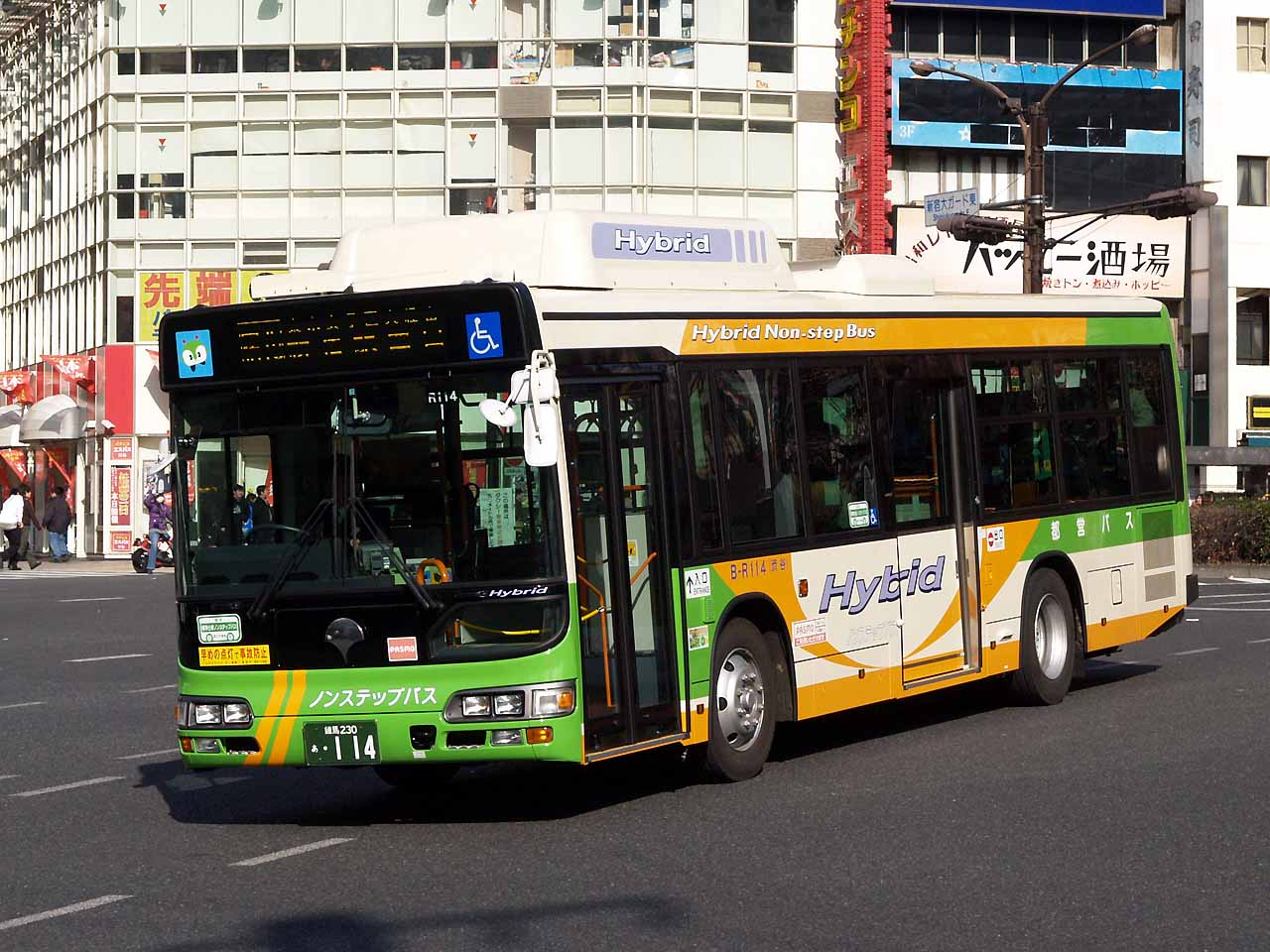
일본의 하이브리드 전기버스

- 마루노우치 셔틀
- 도에이 버스
- 오사카 시티 버스

기타.

#### 필리핀
- 그린 프로그 하이브리드 버스

#### 싱가포르

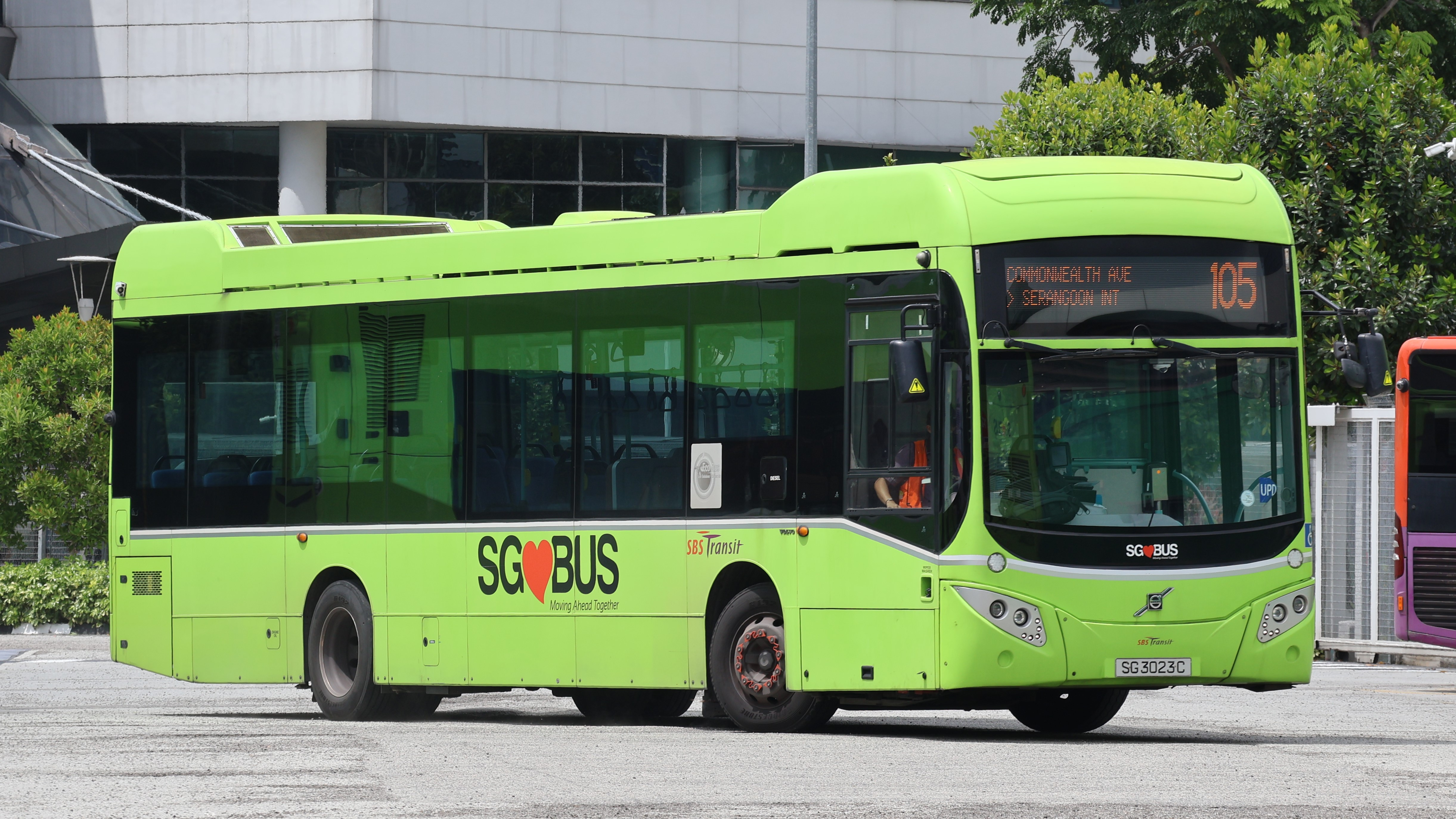
SBS 트랜싯 MCV 에보라 차체를 장착한 볼보 B5LH 하이브리드 전기버스

- SBS 트랜싯
- SMRT 버스
- 타워 트랜싯 싱가포르

#### 태국

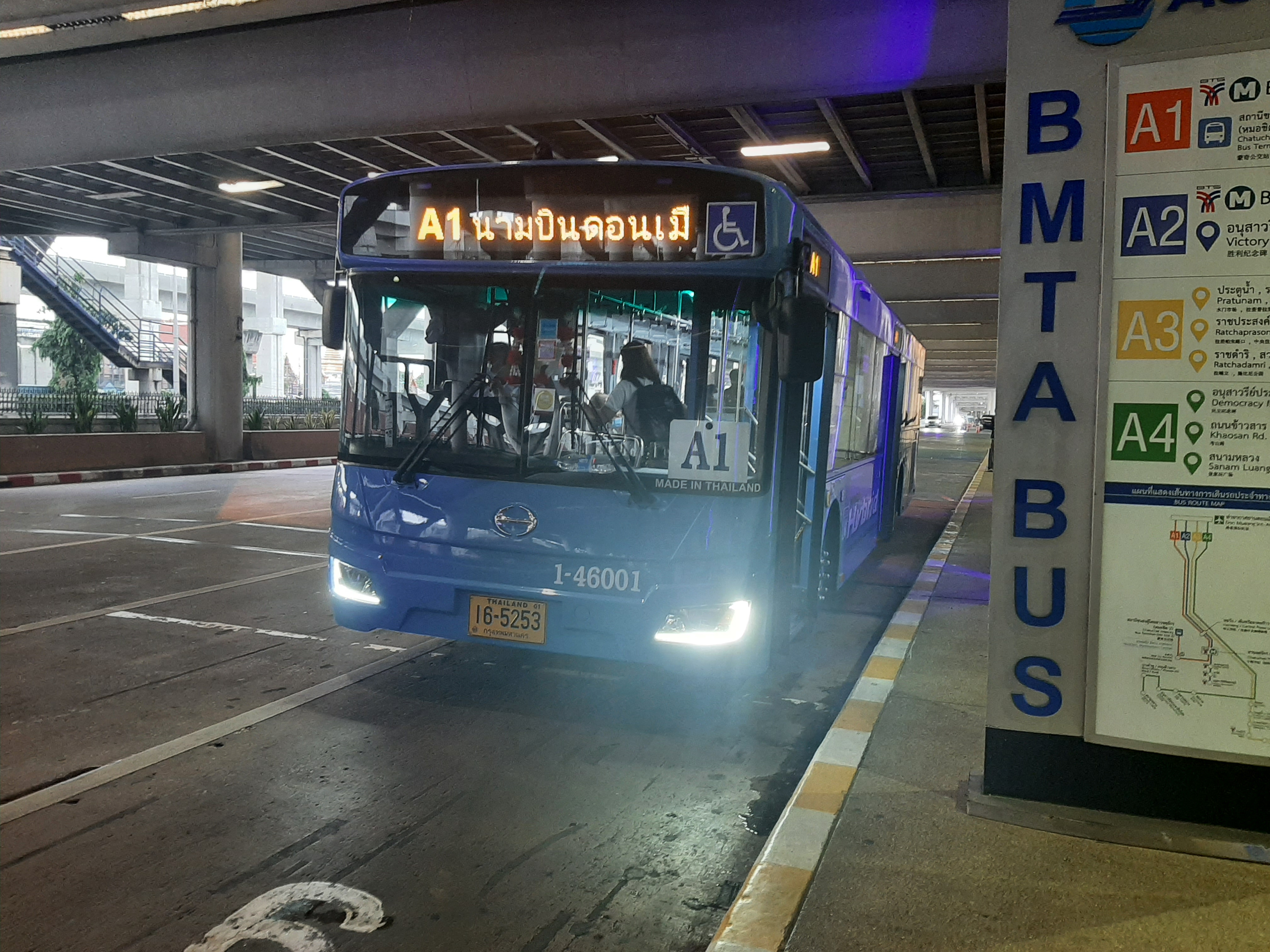
BMTA가 운행하는 태국 방콕의 히노 HU2ASKP-VJT

- BMTA

### 유럽

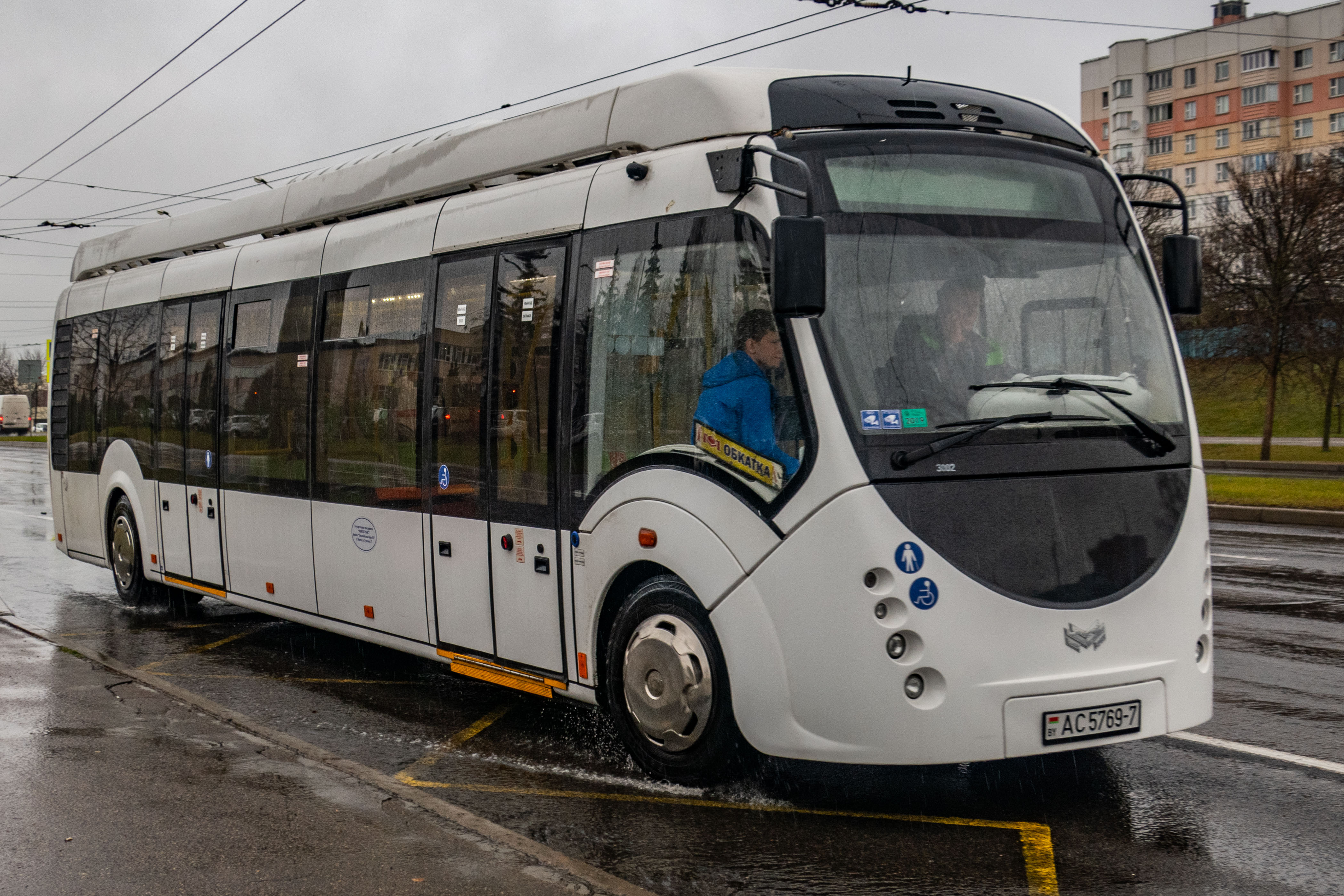
벨라루스 민스크의 AKSM-4202K 비토비트 하이브리드 버스

#### 벨라루스
- 민스크[33]
- 슬루츠크[34]

#### 독일

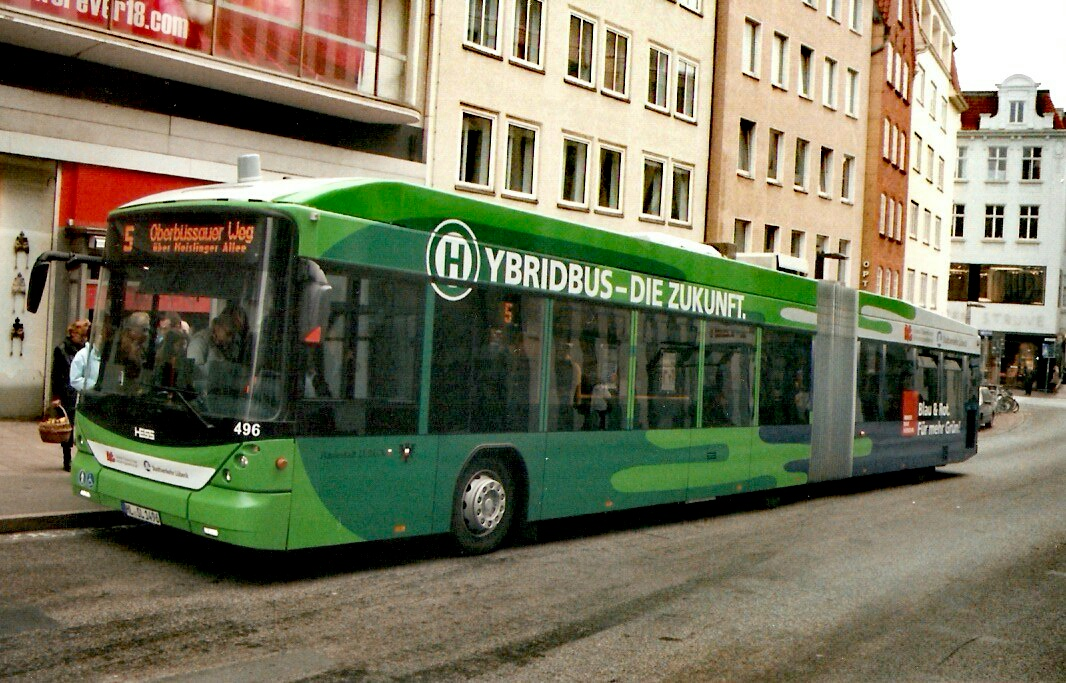
독일 뤼베크의 하이브리드 전기버스

- 드레스덴
- 하겐[35]
- 뤼베크
- 뮌헨[36]
- 뉘른베르크[37]

#### 헝가리
- 부다페스트 – 28대의 볼보 7900A 하이브리드(굴절형)로 구성된 차량.
- 케치케메트 – 20대의 메르세데스-벤츠 시타로 G 블루텍®-하이브리드(굴절형)로 구성된 차량.

#### 노르웨이
- 네트부스, 하마르
- 루터, 오슬로
- 네트부스, 트론헤임
- 네트부스, 아렌달
- 노비나, 트롬쇠
- 베스트폴주 베스트비켄 콜렉티브트라피크. 스카니아 시티와이드.

#### 루마니아
- STB, 부쿠레슈티 – 130대의 메르세데스-벤츠 시타로 하이브리드로 구성된 차량.
- 트랜스어브, 갈라치 - 솔라리스 우르비노 12 하이브리드 모델 하이브리드 버스 20대 사용.
- 트랜스어번, 사투마레 - 하이브리드 버스 17대 사용, 솔라리스 우르비노 12 하이브리드 15대, 솔라리스 우르비노 18 하이브리드 2대.
- S.P.M.T., 트르고비슈테 - 메르세데스 시타로 하이브리드 28대 사용.
- 푸블리트랜스 2000, 피테슈티 - 메르세데스 코넥토 하이브리드 20대 사용.

#### 영국
그린 버스 펀드(Green Bus Fund)는 영국 버스 회사와 지방 당국이 새로운 전기 버스를 구매하도록 지원하는 기금이다.
- 런던 버스, 런던. 이는 영국에서 가장 큰 차량으로, 약 2,300대의 차량이 운행 중이다.[39]
- 내셔널 익스프레스 웨스트 미들랜즈, 버밍엄 – 현재 18대[40], 21대 추가 계획[41]
- 스테이지코치, 맨체스터, 옥스퍼드, 셰필드, 뉴캐슬
- 옥스퍼드 버스 회사, 옥스퍼드셔 – 현재 52대[42]
- 퍼스트그룹, 바스, 서머셋, 브리스톨, 맨체스터 메트로셔틀, 리즈, 에식스
- 리딩 버스
- 로시안 버스
- 컴피버스, 머지사이드
- 브라이턴 & 호브
- 스테이지코치 이스트 스코틀랜드, 애버딘
- 아리바 요크셔, 2013년 4월부터

#### 스페인

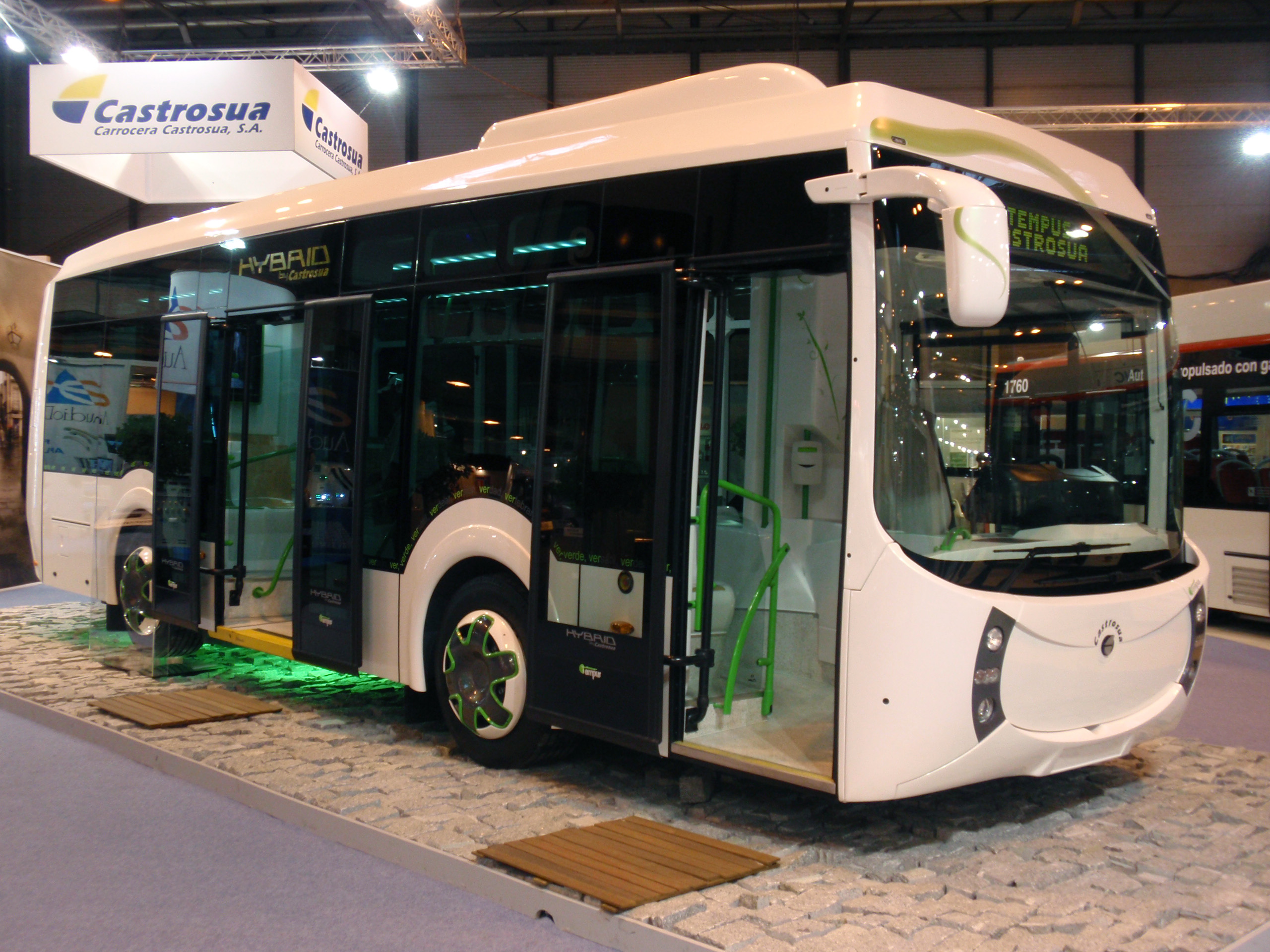
2008년 FIAA(국제 버스 및 코치 박람회) 마드리드에서 카스트로수아 템푸스 하이브리드 도시 버스

- 바르셀로나 (MAN 라이온스 시티 하이브리드)[43]
- 마드리드 시 교통공사, 마드리드
- 피게레스, 전기버스 프로젝트 내, IDAE

#### 스웨덴
- 옌셰핑스 렌스트라피크, 옌셰핑. MAN 라이온스 시티 하이브리드.
- 예테보리 스포르베가르, 예테보리. 볼보 7700 하이브리드.
- 스토르스토크홀름스 로칼트라피크, 스톡홀름. MAN 라이온스 시티 하이브리드.

#### 기타 유럽 국가
- 류블랴나 시내버스 (쿠체니츠 하이드라 시티 II/III 하이브리드 5대), 류블랴나, 슬로베니아
- 파리: RATP는 울트라커패시터를 장착한 하이브리드 전기버스를 사용하며, 사용된 모델은 MAN 라이온스 시티 하이브리드이다.[44][45]
- 밀라노, 이탈리아
- 팀 트라피크, 트론헤임, 10대의 볼보 B5L
- 빈, 오스트리아[35]
- 포스트아우토,[46] 스위스: 2010년 4월부터 한 대의 차량이 시험 중이며, 시험은 3년간 계속될 예정이다.[47]
- 바르샤바, 폴란드, 솔라리스 하이브리드(내연-전기) 버스 4대
- 룩셈부르크 (Sales-Lentz, Emile Weber and AVL)
- 벨기에 / 플랜더스 (De Lijn)
- 벨기에 / 왈로니아 (TEC): 2016년 4분기에 볼보 7900H(플러그인 하이브리드) 90대 + 솔라리스(내연-전기) 208대 주문

### 기타 국가
이집트 IMUT: http://www.i-mut.net/en/about-us.
- 부에노스아이레스, 아르헨티나
- 크라이스트처치, 뉴질랜드
- 쿠리치바, 브라질

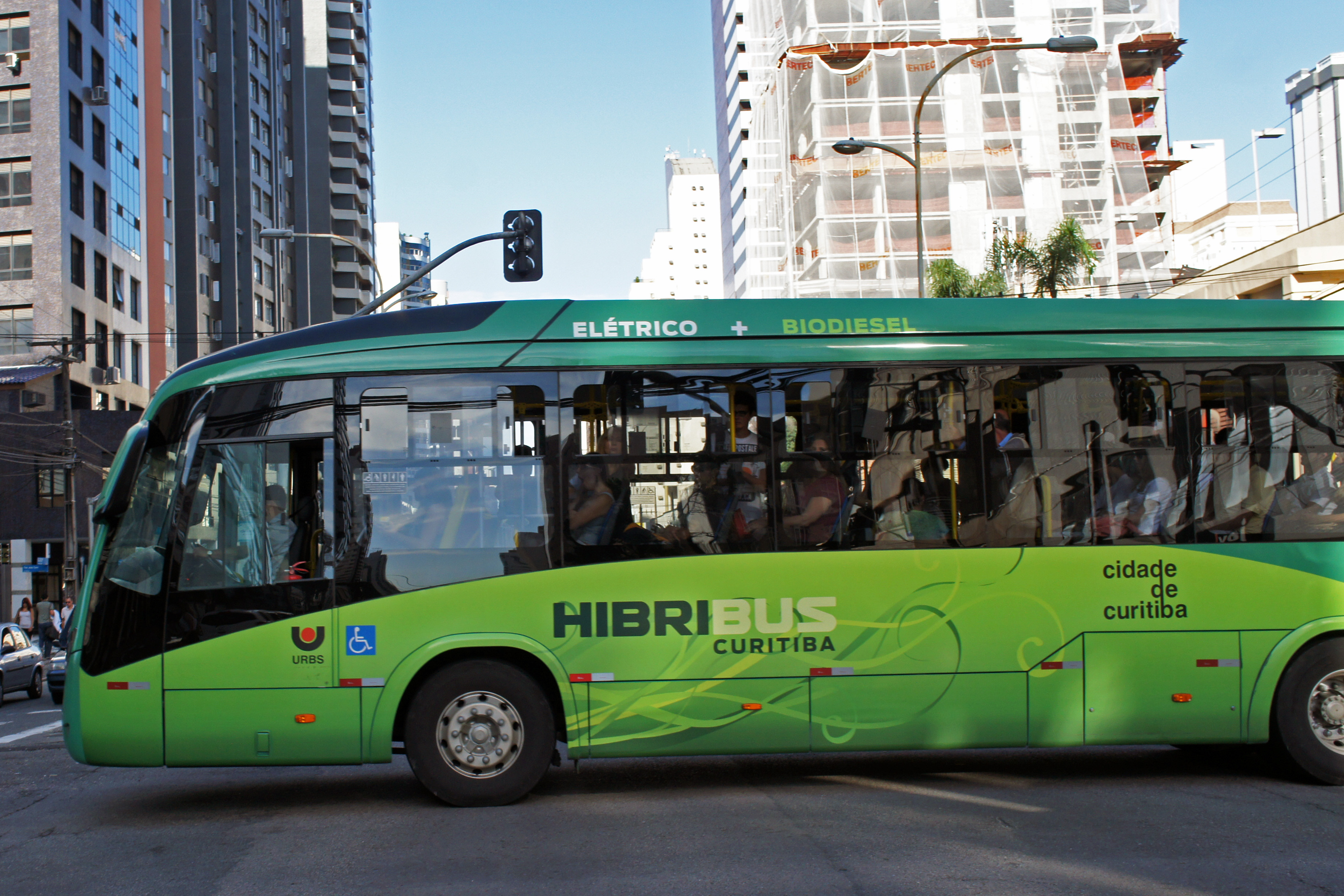
하이브리드 바이오디젤–전기 버스가 쿠리치바의 통합 교통망 일부 노선에서 피더 서비스를 제공한다.

- 멕시코시티, 멕시코 (메트로부스 4호선)
- 보고타, 콜롬비아
- 몬테비데오, 우루과이[48]

## 같이 보기
- 배터리식 전기버스
- 디젤 전기동차
- 전기버스
- 전기차 배터리
- 글로벌 하이브리드 협력
- 버스 목록
- 태양광 버스
- 트롤리버스